# Katarzyna Kobro
Katarzyna Kobro (født 26. januar 1898 i Moskva, død 21. februar 1951 i Lódz), var en polsk/russisk konstruktivistisk kunstner, der bedst er kendt for sine geometriske og farverige skulpturer. Hun var en af de mest betydningsfulde billedhuggere i mellemkrigstiden.

## Biografi
Kobro blev født i Moskva, men voksede op i Riga, hvortil hendes familie flyttede i 1900.
I 1917 påbegynder hun sine studier på Skolen for Maleri, Skulptur og Arkitektur i Moskva. I 1919 flytter hun til Smolensk, hvor hun underviser i billedhugning på den keramiske skole i byen. Derudover laver hun politiske plakater og er regissør på et teater. Den 12. maj bliver hun gift med den polske kunstner Wladyslaw Strzeminski. I 1922 forlader parret Sovjetunionen for, at rejse til Polen. Da Kobro imidlertid er sovejtisk statsborger, bliver de nødt til at krydse grænsen illegalt, hvor de bliver arresteret og interneret i flere uger. Efter et kort ophold i Vilnius rejser hun videre til Riga, for at udrede sagen omkring hendes statsborgerskab. I denne periode studerer hun i to år til tandlæge. I 1924 bosætter hun sig sammen sin mand i Szczekociny lidt nord for Krakow. Parret flytter til Lódz i 1931 og i 1932 begynder hun at undervise i maleri på Skolen for billedkunst i Lódz. I 1936 føder hun datteren Jakobina (Nika). Da Tyskland invaderer Polen i 1939 beslutter parret sig straks til, at flygte til Vileyka i Hviderusland. Da parret er uønskede i Hviderusland flytter de tilbage til Lódz, kun for at opdage at andre er flyttet ind i deres lejlighed. Da besættelsen af Lódz slutter i 1945 flytter parret tilbage til deres gamle lejlighed. I tiden efter krigen lever hun af at sy og sælge legetøj. Og hun leder restaureringen af sine skulpturer på Sztuki museet, der er blevet kraftigt skadet i løbet af krigen.
Katarzyna Kobro dør den 21. februar 1951 i Lodz.